# Carterinida
Carterinida es un orden de foraminíferos (clase Foraminiferea, o Foraminifera), tradicionalmente considerado suborden Carterinina del orden Foraminiferida.  Su rango cronoestratigráfico abarca desde el Eoceno hasta la Actualidad.

## Descripción
Carterinida incluye a un grupo de foraminíferos bentónicos con una concha caracterizada por una pared consistente en una capa interna orgánica y una capa externa constituida por espículas calcíticas monocristalinas dispuestas en una matriz orgánica. Presentan un modo de vida sésil.

## Discusión
Clasificaciones más modernas degradan Carterinida a la categoría de subfamilia, es decir, subfamilia Carterininae, y la incluyen en la familia Trochamminidae, de la superfamilia Trochamminoidea, del suborden Trochamminina, y del orden Trochamminida.

## Clasificación
Carterinida incluye a las siguientes superfamilia y familia:
- Superfamilia Carterinoidea
  - Familia Carterinidae